# Buckingham Palace Garden

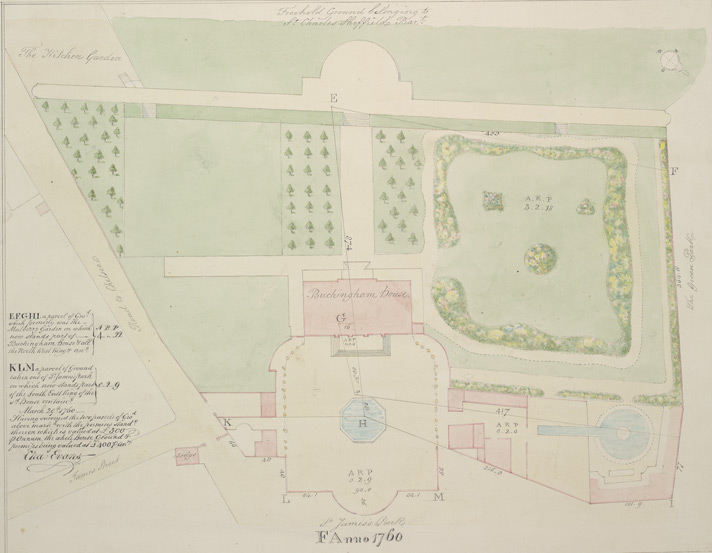
Ritning över Buckingham House 1760, där Buckingham Palace numera ligger.

Slottsparken Buckingham Palace Garden ligger bakom Buckingham Palace i London och täcker stora delar av det som tidigare var "Goring Great Garden", uppkallade efter Lord Goring, en av de tidigaste boende i ett stort hus på platsen. Parken planlades av Henry Wise och förändrades av William Townsend Aiton på uppdrag av Georg IV.
Parken omfattar 17 hektar i City of Westminster, London och har totalt drygt fyra kilometer av grusgångar. De gränsar till Constitution Hill i norr, Hyde Park Corner i väst, Grosvenor Place i sydväst och till Royal Mews, Queen's Gallery och Buckingham Palace till syd och öst.
Bland träden finns tysklönn, indisk kastanj, silverlönn och en träskcypress. I det sydvästra hörnet finns ett överlevande mullbärsträd från  Jakob I:s odlingar, då han utan framgång försökte föda upp silkesmaskar vid Buckingham Palace. (Det var inte i den nutida parken utan närmare Green Park.)   
Det finns en stor 1800-talssjö med en flock flamingor och även den stora Waterloo Vase står sedan 1906 i parken. Det finns ett lusthus, en helikopterplatta och en tennisplan där Björn Borg, John McEnroe och Steffi Graf har spelat. Parken genomsöks regelbundet i jakt på nattfjärilar och besöks ibland av drottningens svanar. 
Till skillnad från det näraliggande Royal Parks of London, är Buckingham Palace Gardens vanligtvis inte öppet för allmänheten.  Under augusti och september, då Buckingham Palace är öppet, har besökare tillträde till delar av parken i slutet av rundturen. (En stor souvenirbutik finns under denna tid i ett tält i längs vägen.)  
I parken har drottningen sina garden parties. Sedan millennieskiftet har de blivit en samlingspunkt för nationellt firande och allmänheten bjöds in första gången under   Elizabeth II:s guldjubileum.  Drottningen höll två exceptionella fester: Prom at the Palace och Party at the Palace den 1 respektive 3 juni 2002. Parken gjordes om till en enorm utomhusteater för de besökande stjärnorna. Tillsammans med kungafamiljen fanns tusentals gäster på gränsmattorna och tiotusentals på gatorna och i  Royal Parks.  Även BBC direktsände firandet. 25 juni, som en del av drottningens 80 årsfirande hölls Children's Party at the Palace med populära brittiska skådespelare som en hyllning till läskunnighet, drama och fantasi.